# Bernhard von Liewen

Bernhard von Liewen, Gemälde von David von Krafft

Bernhard von Liewen (* 24. Augustjul. / 3. September 1651greg. in Estland; † 18. Maijul. / 29. Mai 1703greg. vor Thorn) war ein schwedischer General.

## Herkunft und Familie

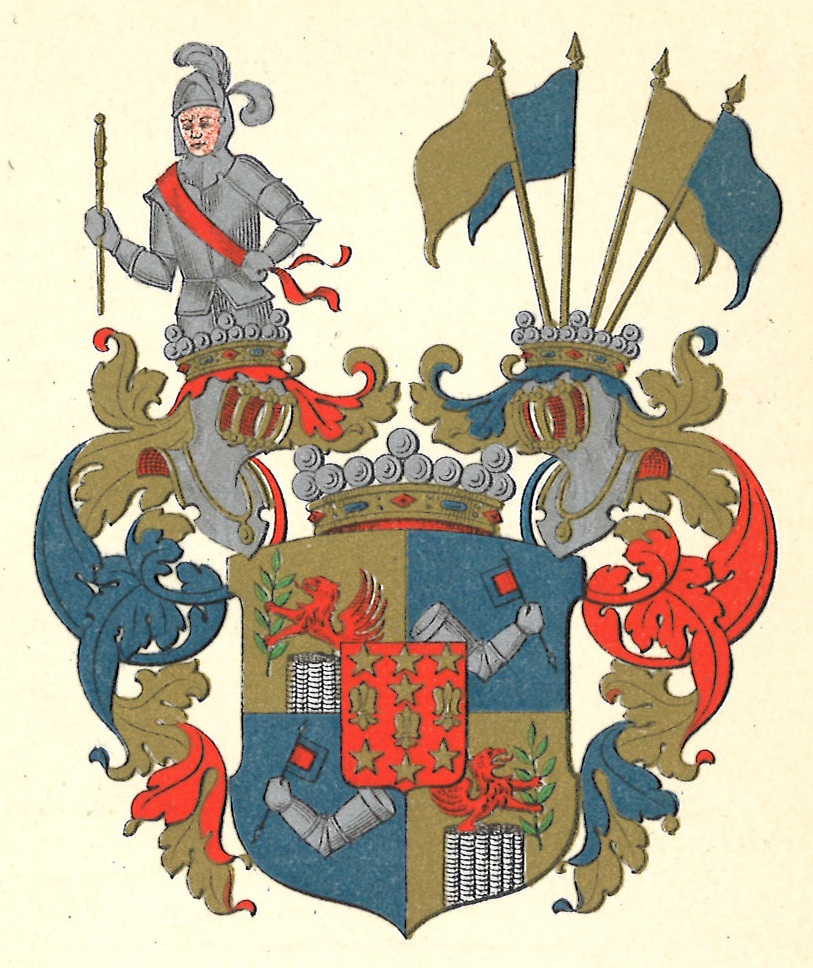
Freiherrliches Wappen Liewen (1653)

Bernhard war Angehöriger des Adelsgeschlechts Lieven. Seine Eltern waren der schwedische Generalmajor Reinhold Liwe (1621–1665) und Hedvig, geb. von Wartensleben († 1657).
Er vermählte sich in erster Ehe 1681 mit Gräfin Sigrid Oxenstierna af Croneborg (1659–1688) und in zweiter Ehe 1689 mit Hedvig Lovisa Horn af Björneborg, der jüngsten Tochter von Gustaf Carlsson Horn, Graf von Björneborg (1592–1657). Aus beiden Ehen wurden neun oder zehn Kinder geboren, darunter:
- Charlotta Ulrika (1683–1735); ⚭ 1708 Graf Gustaf Bonde af Björnö (1682–1764), schwedischer Reichsrat.
- Carl Gustaf (1695–1722), Kammerherr von Herzog Carl Friedrich von Holstein-Gottorf; 1721 Gräfin Ulrika Juliana Brahe (1704–1765).

## Leben
Liewen bestritt eine Offizierslaufbahn, die er 1669 als Kadett in der französischen Garde begann. 
1671 stand er als Freiwilliger in Oberst Ulfsparres Regiment im niederländischen Dienst und nahm an der Seeschlacht in der Solebay teil. Am 15. Oktober 1672 hat er seinen Abschied erhalten.
Im Jahr 1673 wurde er Fähnrich der schwedischen Leibgarde und avancierte am 10. September 1675 zum Leutnant sowie am 5. Januar 1676 zum Kapitän. Am 13. September 1678 wurde er Kammerherr und stieg noch im selben Jahr zum Major bei der Leibgarde auf. Er kämpfte im Schonischen Krieg unter anderem in der Schlacht bei Lund und erhielt nach dessen Ende seine Beförderung zum Oberstleutnant am 21. Juli 1679.
Am 12. Mai 1686 wurde er Oberst bei den Trabanten zu Pferd bei der Leibgarde. Mit seiner Beförderung zum Generalmajor der Infanterie am 25. Juli 1696 erhielt er auch das Dal-Regiment. Auch der Aufstieg zum Generalleutnant der Infanterie am 4. Juli 1698 fiel mit der Stellung als Gouverneur der Stadt und des Kreises Wismar zusammen. Nachdem er mit Erfolg bei der Landung bei Humlebæk, in der Schlacht an der Düna und in der Schlacht bei Klissow gekämpft hatte, wurde er am 14. April 1703 General, starb jedoch als solcher zu Beginn der Belagerung von Thorn. 
Liewen war Herr von Vik in der Gemeinde Balingsta und Bärby in der Gemeinde Giresta, beide im Uppsala län.